# 本維爾 (伊利諾伊州)
本維爾
是位於美國伊利諾伊州布朗縣的一個非建制地區。該地的面積和人口皆未知。

## 地理
本維爾
的座標為39°51′51″N 90°51′53″W / 39.86417°N 90.86472°W，而該地的平均海拔高度為223米（即732英尺）。